# Jerry Stackhouse
Jerry Darnell Stackhouse (Kinston, Sjeverna Karolina, SAD, 5. studenoga 1974.) je američki košarkaš.
Studirao je na sveučilištu Sjevernoj Karolini, za čiju je momčad igrao. Philadelphia 76ersi su ga 1995. na draftu izabrali u 1. krugu. Bio je 3. po redu izabrani igrač.

## Vanjske poveznice
- NBA.com